# Trifolium pannonicum
Trèfle de Hongrie, Trèfle de Pannonie
Espèce
Le Trèfle de Hongrie ou Trèfle de Pannonie (Trifolium pannonicum) est une espèce de plantes de la famille des Fabacées.